# Shambarai Burka
Shambarai Burka ist ein Verwaltungsbezirk (Ward) des Distrikts Meru in der tansanischen Region Arusha.

## Geografie
Shambarai Burka liegt im Norden von Tansania, etwa 25 Kilometer südsüdöstlich der Regionshauptstadt Arusha. Der Bezirk hat eine Fläche von 40 Quadratkilometern. Bei der Volkszählung 2022 lebten hier 7031 Menschen in 1881 Haushalten.

## Gliederung
Der Bezirk besteht aus drei Gemeinden (Mtaa) mit neun Orten (Kitongoji):
| Shambarai Burka - Shambarai Kati - Huduma - Tumaini | Kerikenyi - Sofia - Nduruma - Mandela | Msitu wa Mbogo - Tankini - Kampuni - Huduma - Madukani - Kati | Kambi ya Tanga Juu - Kambi ya Tanga Juu - Songambele - Kaza Moyo - Barbaraba Kuu |

## Wirtschaft und Infrastruktur
- Gesundheit: In Shambarai Burka wird eine öffentliche Apotheke gebaut (Stand 2023).[5]